# クリストフ・ケルブラ
クリストフ・ケルブラ（Christophe Kerbrat 、1986年8月2日 - ）は、フランス・ブレスト出身の元サッカー選手。現役時代のポジションは、ディフェンダー（センターバック）。

## 経歴
2011年6月25日、EAギャンガンと2年契約を結んだ。

## タイトル
ギャンガン
- クープ・ドゥ・フランス: 2013-14